# Gölkkapelle

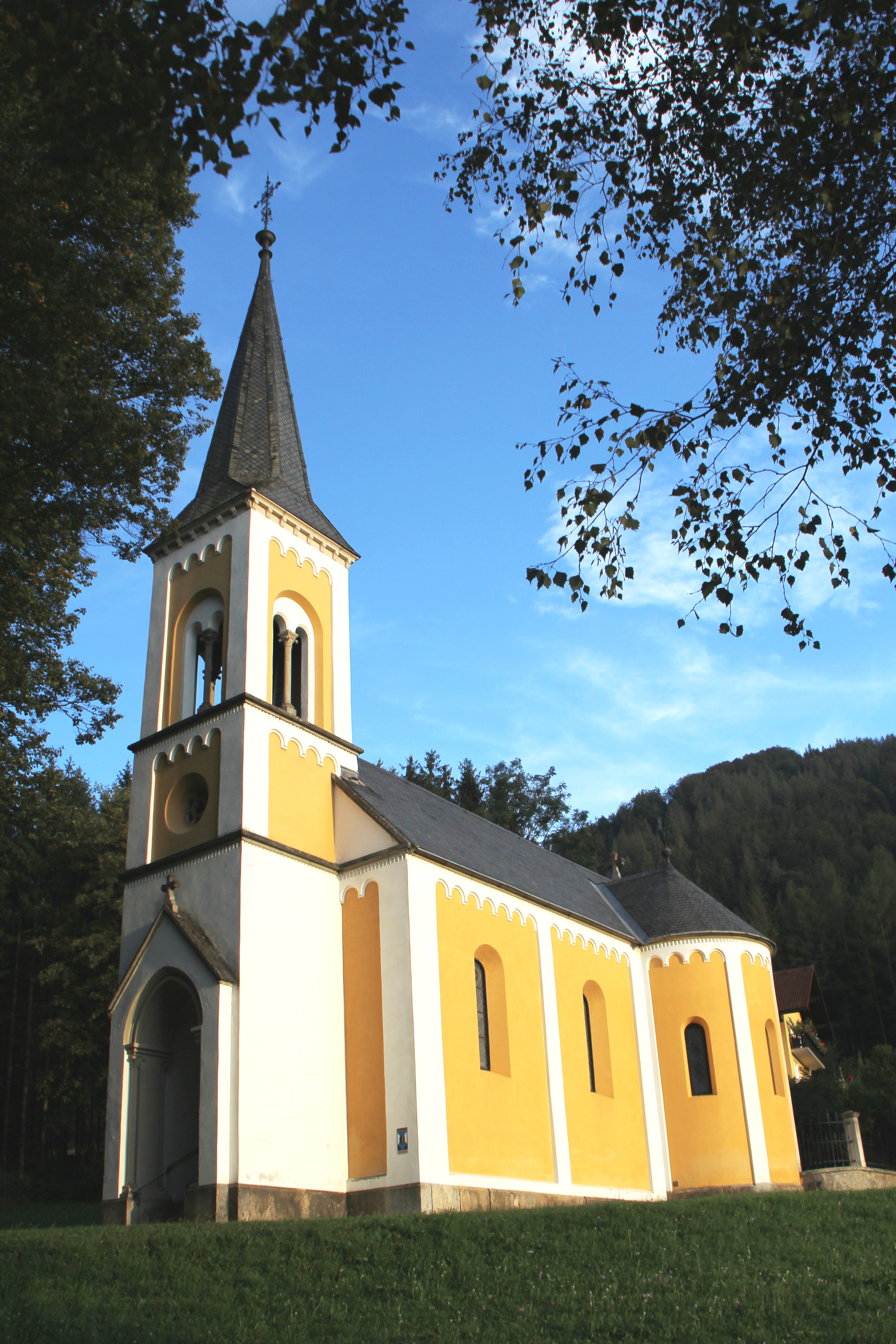
Gölkkapelle, Ansicht aus NW

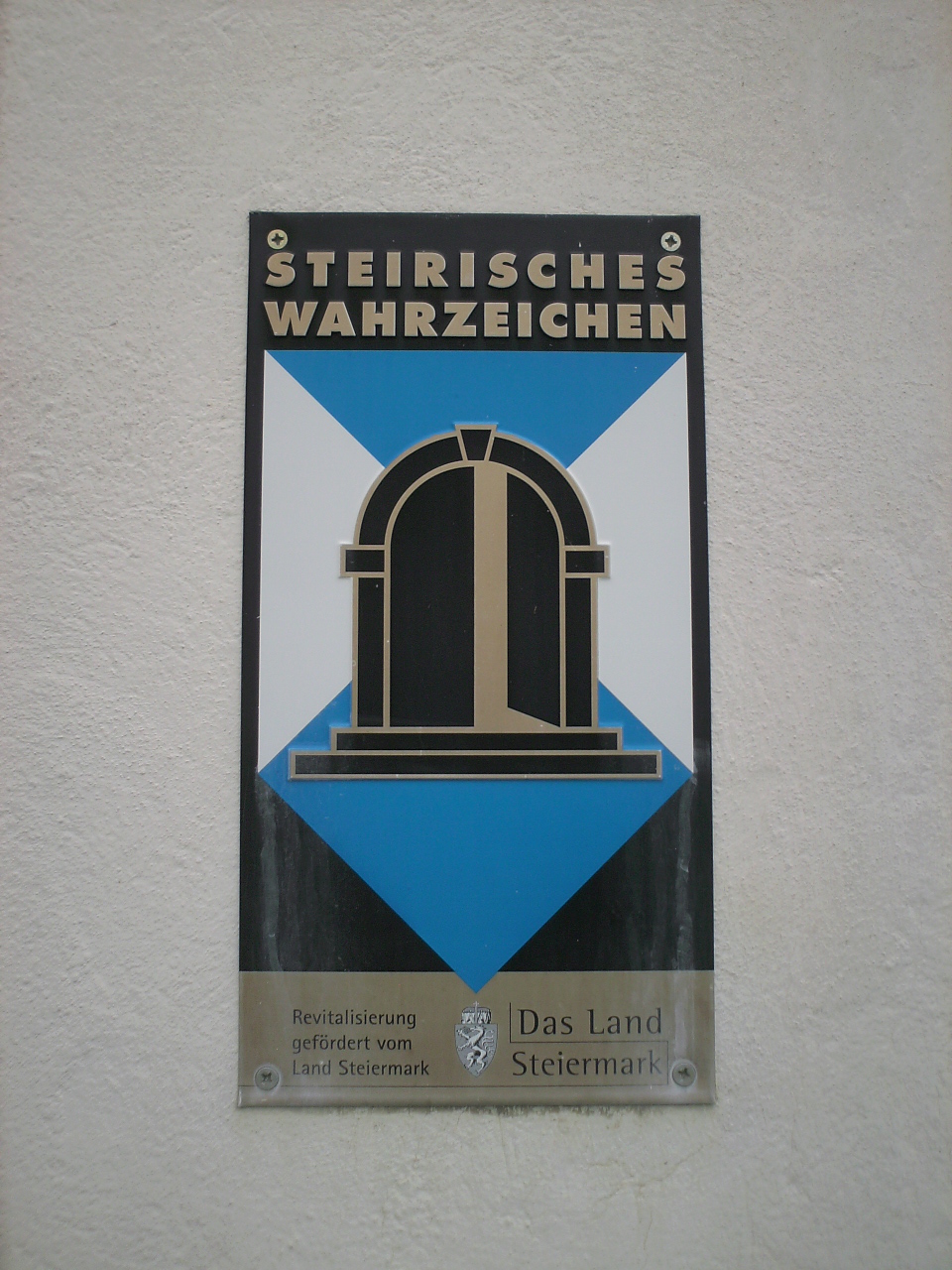
Prädikatstafel an der Nordwand

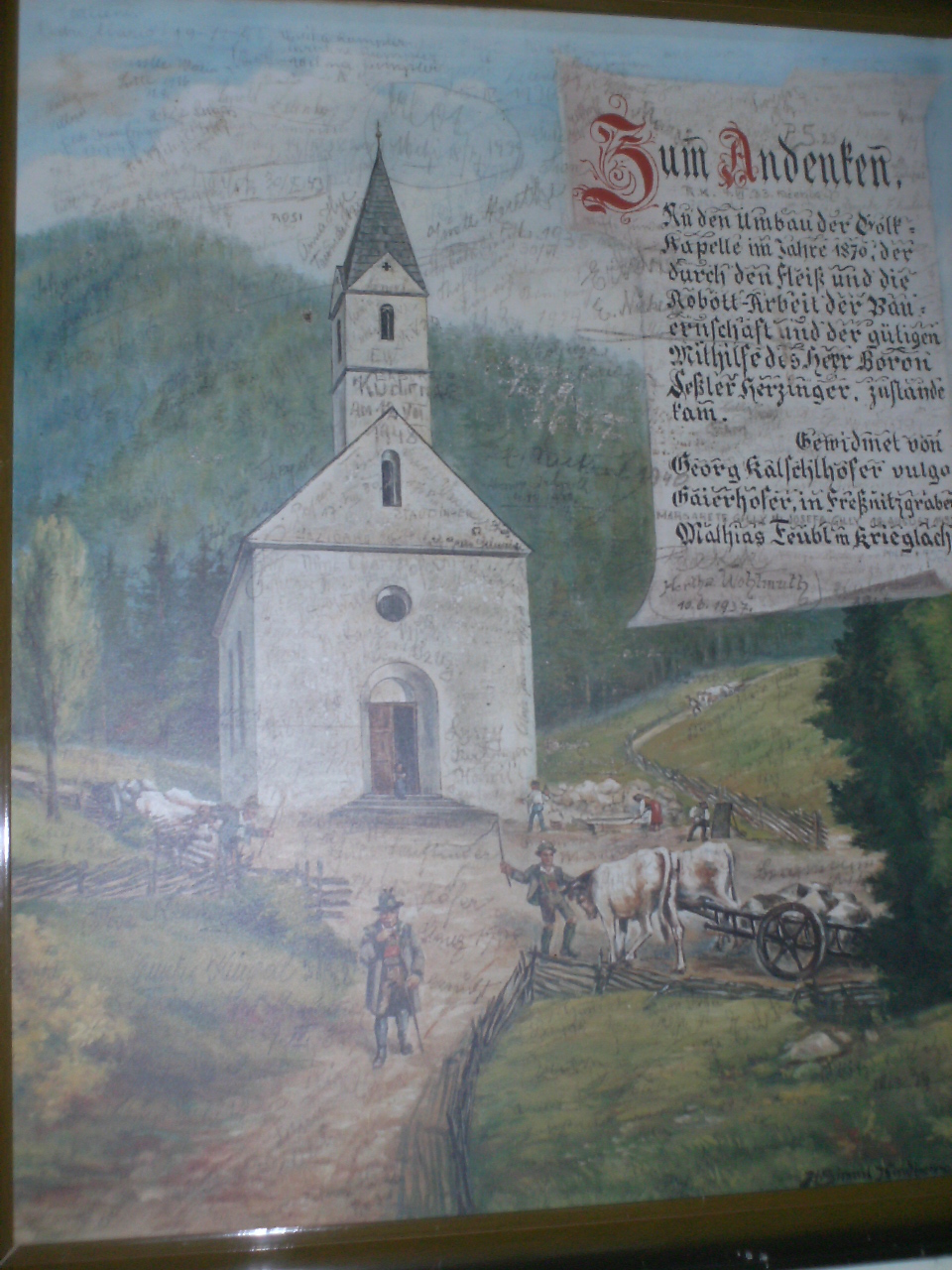
Votivbild mit Darstellung der Kapelle um 1870

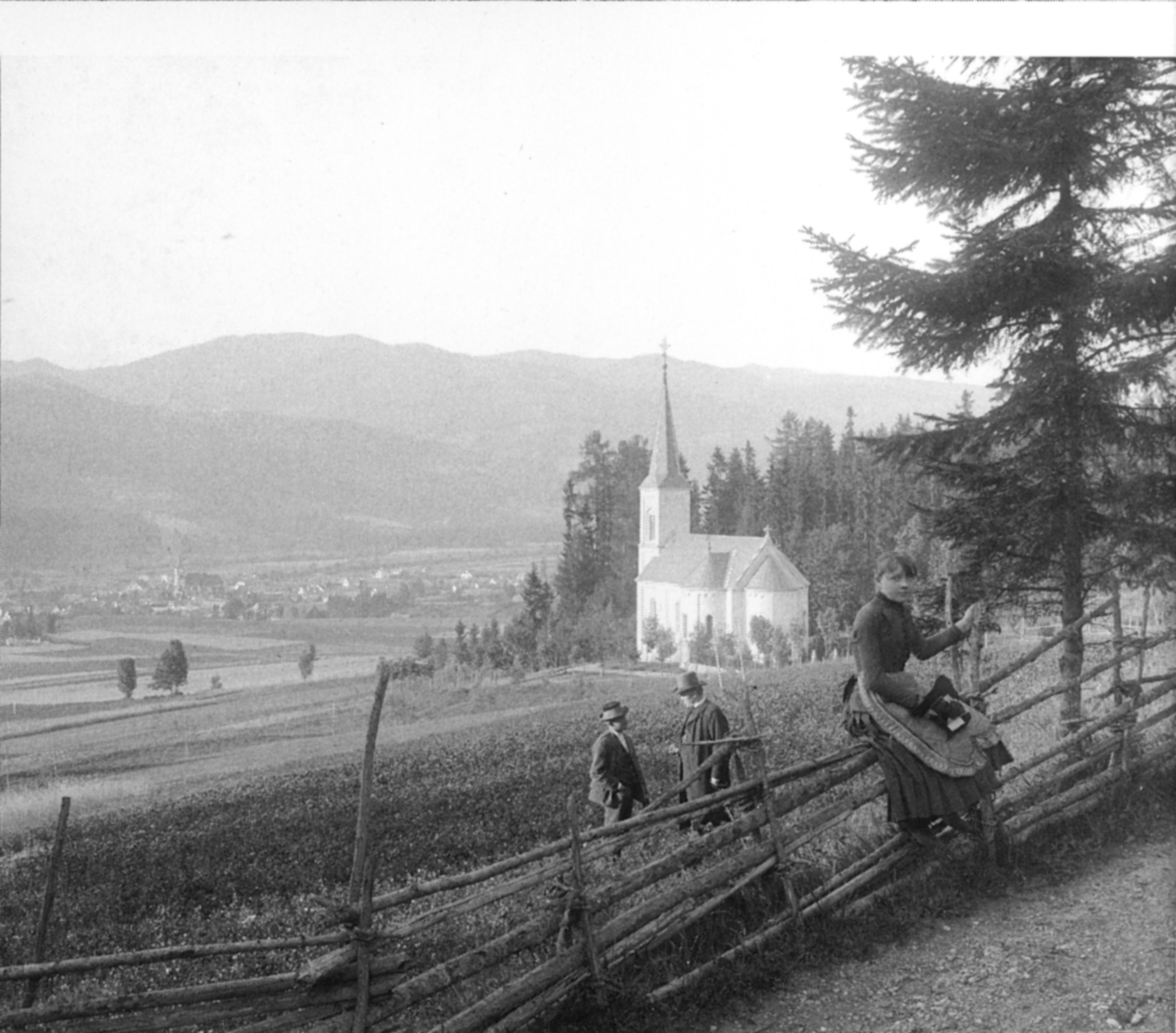
Aufnahme der Kapelle zu Beginn des 20. Jahrhunderts

Die Gölkkapelle ist eine Marienandachtsstätte, Mess- und Grabkapelle etwas oberhalb der Gemeinde Krieglach im Bundesland Steiermark, Österreich. Sie trägt das Prädikat „Steirisches Wahrzeichen“.

## Lage
Die Kapelle steht an den Abhängen des 1176 m hohen Gölkberges (von slaw. golik = Kahler Berg), der sich im Süden über das Mürztal erhebt. Von der Kapelle hat man einen guten Ausblick über das umliegende Tal.

## Entwicklung
Die Kapelle am Gölkberg wurde von 1805 bis 1806 zum Dank für den Abzug der französischen Besatzungstruppen Napoleons errichtet. Zu Mariä Himmelfahrt (am 15. August 1806) wurde sie eingeweiht. Das sich vorher an dieser Stelle befindliche Maurer- oder auch Gölkkreuz markierte vermutlich einen Sammelpunkt für die Krieglacher Bevölkerung, die sich in Gefahrenzeiten in die Wildfrauenluke bzw. auf die Stangelalm flüchtete. Für die Baukosten kamen der Krieglacher Bäckermeister Andreas Spielmanberger und seine Gattin Anna auf. Baumeister war Michael Kerschenbauer. Das Marienbild am Altar stiftete die Großmutter der Anna Spielmanberger, Anna Gößner.
Die Kapelle wurde 1835 aufgrund des stetig größer werdenden Pilgerstroms um einen kleinen hölzernen Zubau mit Glockenturm erweitert. 1842 konnte vom fürstbischöflichen Ordinariat in Graz eine Messlizenz für vier Tage im Jahr erwirkt werden. 1844 wurden mit Spendengeldern zwei neue Glocken beschafft. Wegen des Hochwassers 1846 diente die Kapelle der Krieglacher Gemeinde vorübergehend als Gebetsraum, da die Pfarrkirche St. Jakob stark beschädigt war. Der Abbruch der inzwischen stark baufälligen Kapelle, die auch zu nahe an einem Hohlweg stand, erfolgte 1870.
Sie wurde komplett im neoromanischen Stil wieder aufgebaut und im November 1871 unter großer Anteilnahme der Bevölkerung eingeweiht. Gleichzeitig wurde die Messlizenz auf 16 Tage im Jahr erweitert.
1881 wurde das Gebäude massiv umgestaltet. Der neoromanische Stil wurde beibehalten. Besonders der Hammerherr Viktor Freiherr von Seßler-Herzinger förderte die Gölkkapelle großzügig. Nach dem frühen Tod seiner Gemahlin Helene ließ er die Andachtsstätte 1882 nach Plänen des Grazer Architekten August Gunold zur Grabkapelle mit Familiengruft für seine Ehefrau und seine Eltern umbauen bzw. erweitern. Den hiefür benötigen Platz schaffte man durch das Abtragen des dahinterliegenden Berghanges. Als Dank für die umfassenden Baumaßnahmen wurde Seßler-Herzinger der Titel „Patron der Gölkkapelle“ verliehen. Anfang Mai 1885 wurde die Kapelle durch ein Erdbeben beschädigt.
1948 ging die Gölkkapelle in das Eigentum der Kirche über. 1950 bis 1958 wurde die Kapelle umfassend restauriert. Ende der 1960er und 1970er Jahre wurden erneut dringend notwendige Instandhaltungsarbeiten durchgeführt. 1991 wurde der Dachstuhl erneuert. 2013 wurde die Allee vor der Kapelle, die aus bis zu 100 Jahre alten Linden bestand, wegen Baumschäden aus Sicherheitsgründen gefällt. Im Frühjahr 2014 wurde sie neu aufgeforstet.

## Kapelle
Das im Grundriss kreuzförmige Gebäude wird im Westen und Osten durch je eine Apsis abgeschlossen. Die östliche Apsis beherbergt das Oratorium, die westliche die Sakristei. Der Glockenturm steht im Norden über dem – in Form eines romanischen Tympanons – gestalteten Eingangsportal. Im Süden (hangseitig) befindet sich der Chor bzw. das Presbyterium mit einer außenliegenden Stiege aus Marmor die zur Familiengruft hinunter führt. Letztere ist von einem kunstvoll gearbeiteten, schmiedeeisernen Gitter umgeben. Im Mittelraum der Familiengruft ist ein schmiedeeisernes Kreuz angebracht. Innenraum und Chor sind von Kreuzgewölbevierungen, abgeteilt durch Gurte und Rundbögen, überdeckt. Der Chor ist außerdem durch ein versperrbares Eisengitter vom Langhaus getrennt.
Der neoromanische Altar ist einem Altar in einer der Pfarrkirchen von Straubing (Bayern) nachempfunden. Er wurde 1871 vom Grazer Holzschnitzmeister Jakob Gschiel geschaffen. Seine zentralen Bestandteile sind neben einem Kruzifix ein Kupferstich, der die Gottesmutter im Gebet darstellt. Links und rechts des Tabernakels stehen die Statuen des hl. Urban als Erinnerung für Urban Zwickel, einen Wohltäter der Kapelle, und der hl. Helena für die hier bestattete Helene Seßler-Herzinger.
Die acht handbemalten Glasfenster stammen aus der Werkstätte des Innsbrucker Meisters A. Neuhauser. Rechts und links vom Chor sind die Statuen des hl. Josef mit Jesuskind und der hl. Katharina aufgestellt. Die zahlreichen, im Inneren der Kirche angebrachten Votivbilder wurden als Dank für die Heilung von Krankheit, Rettung aus Not und Folgen von Unfällen gestiftet.

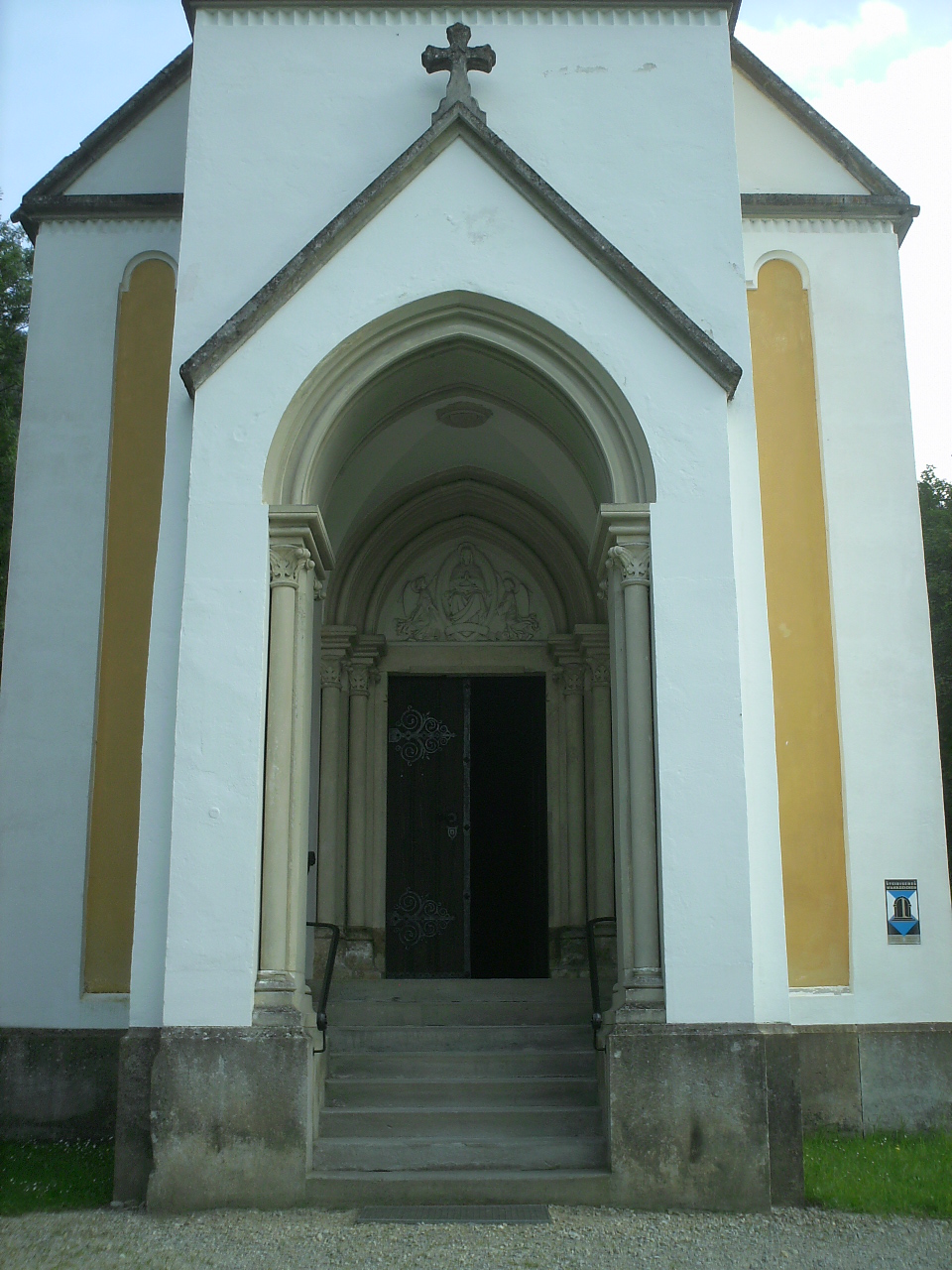
Eingangsportal am Glockenturm
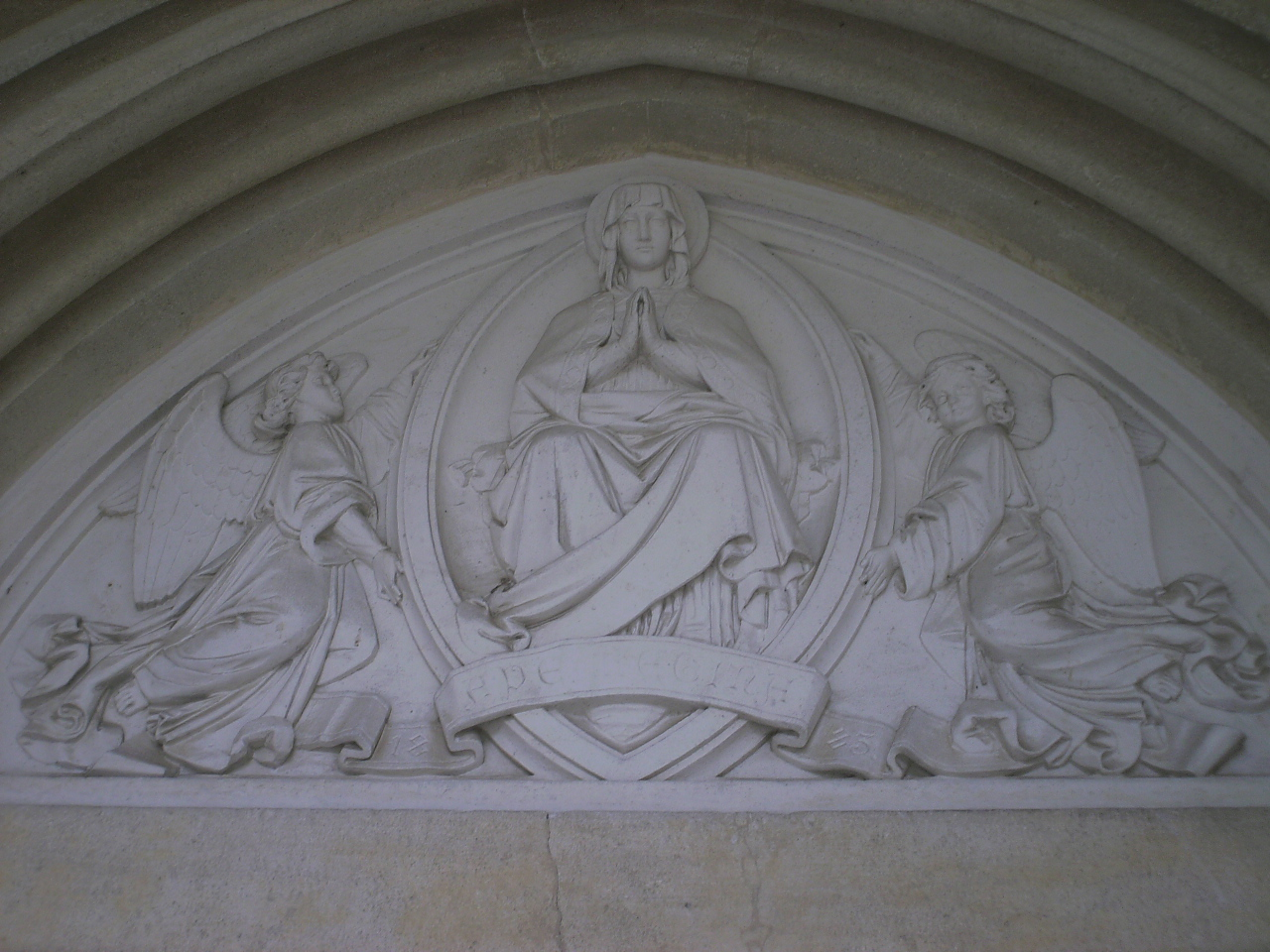
Relief über dem Eingangsportal
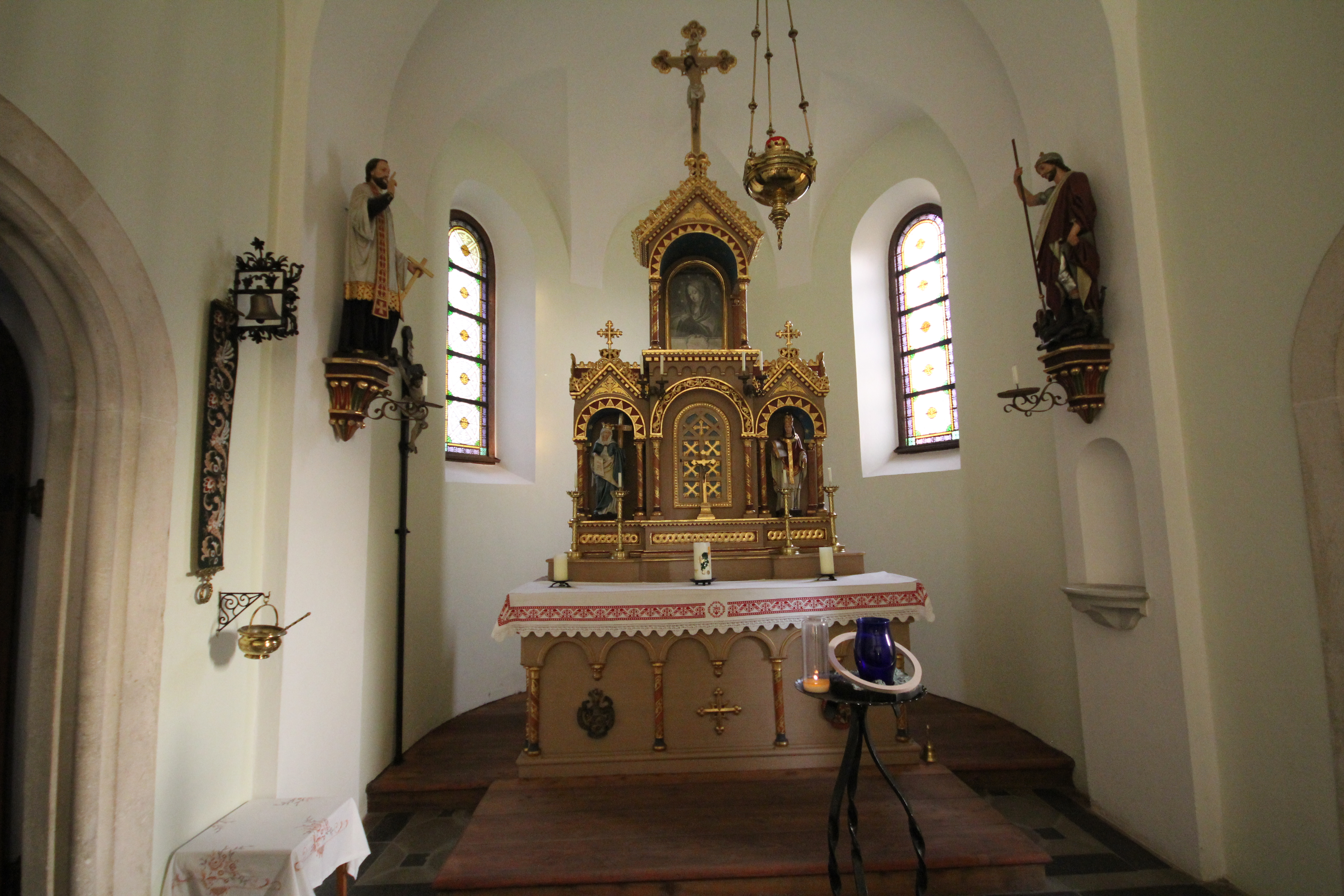
Blick in den Chor der Kapelle
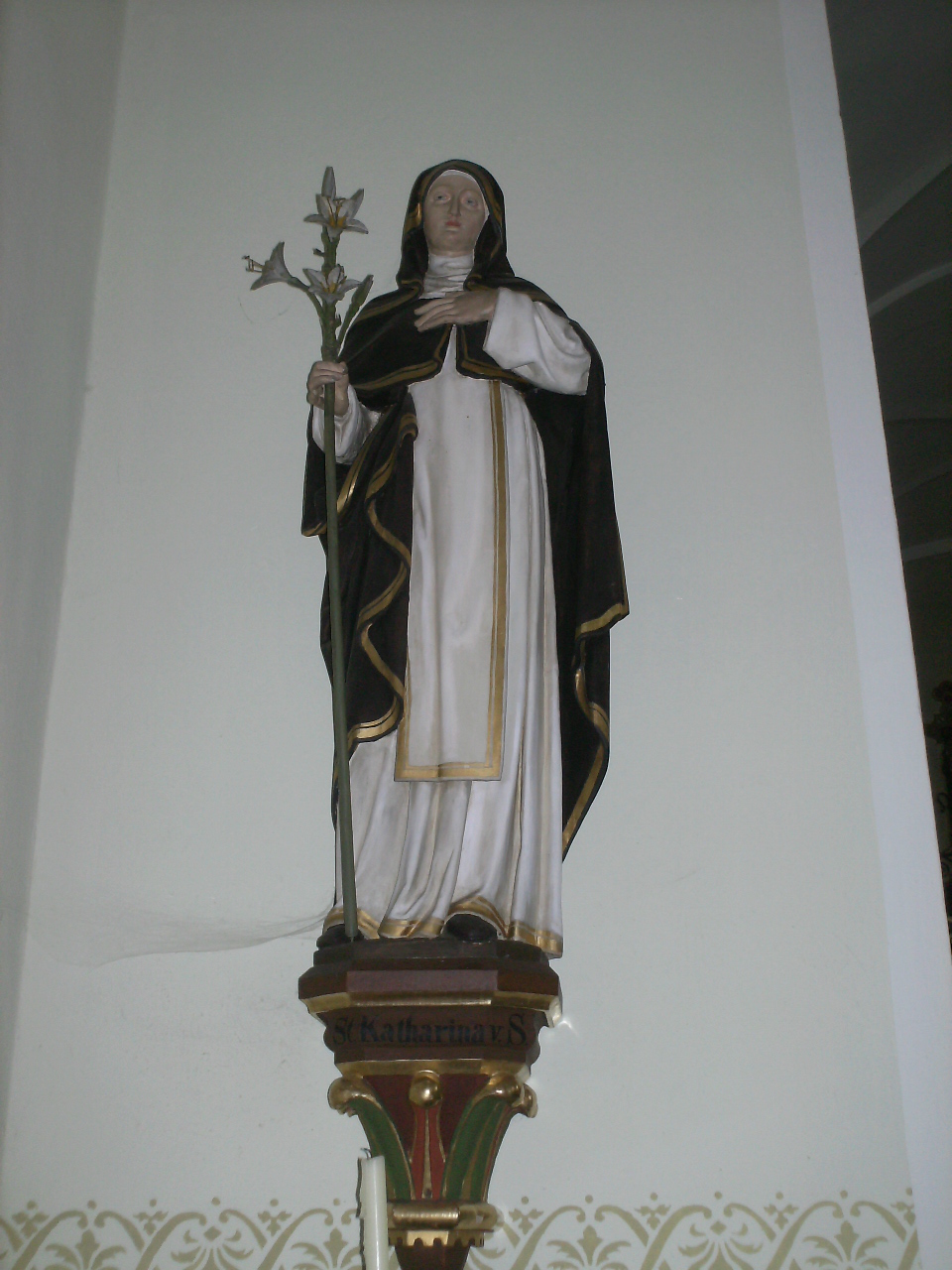
Hl. Katharina
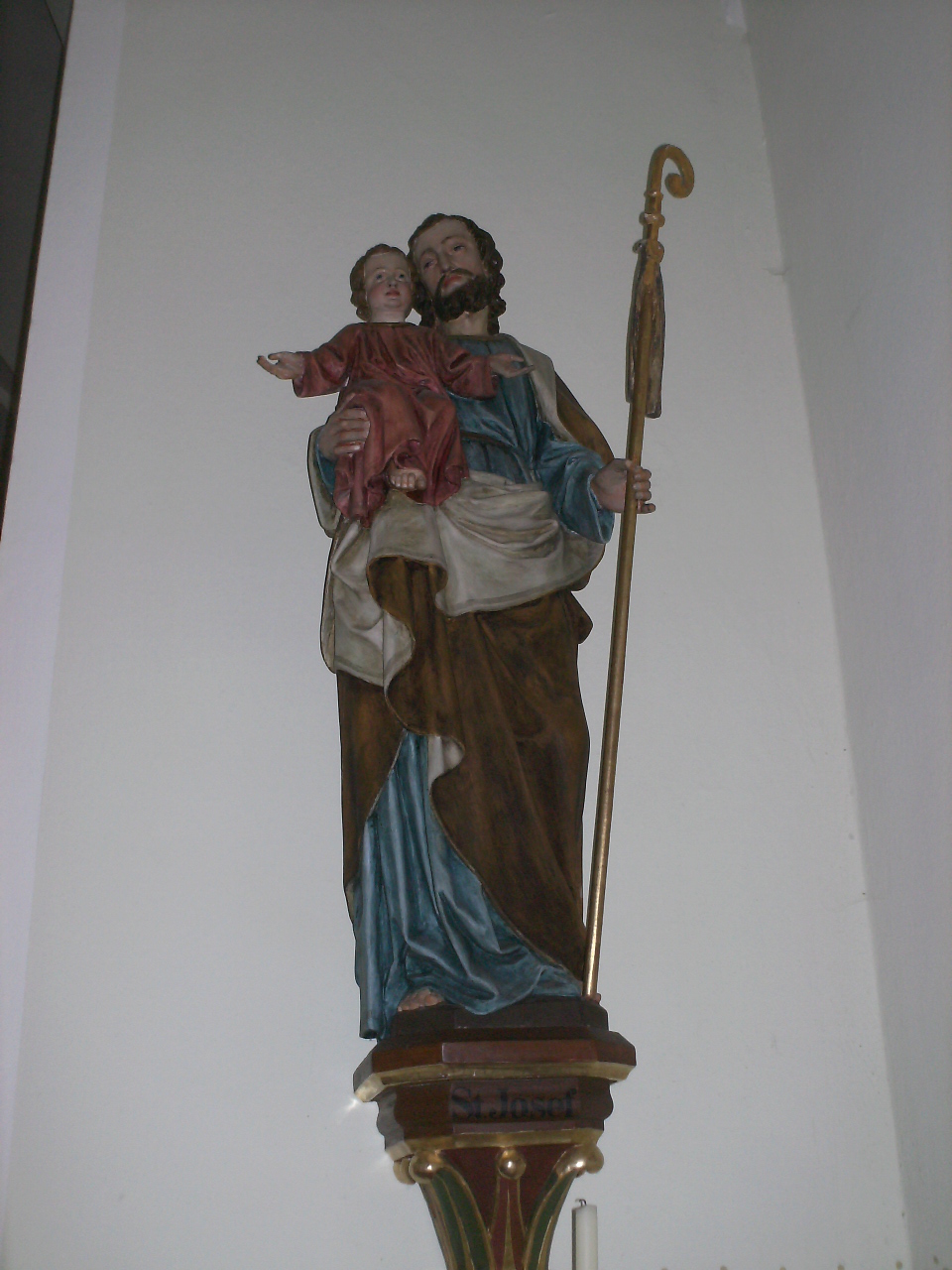
Hl. Josef mit Jesuskind
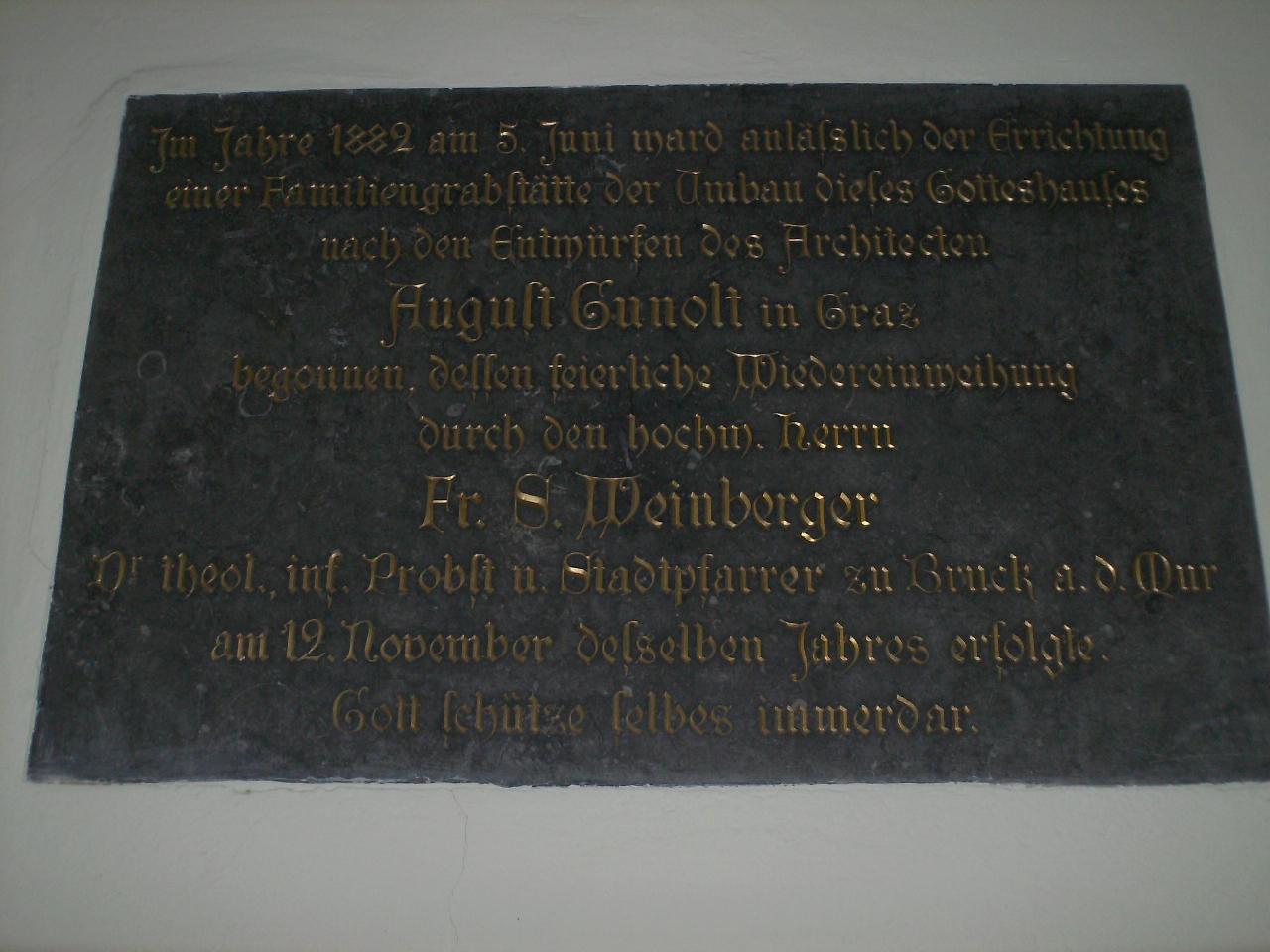
Gedenkinschrift anl. des Umbaues von 1882
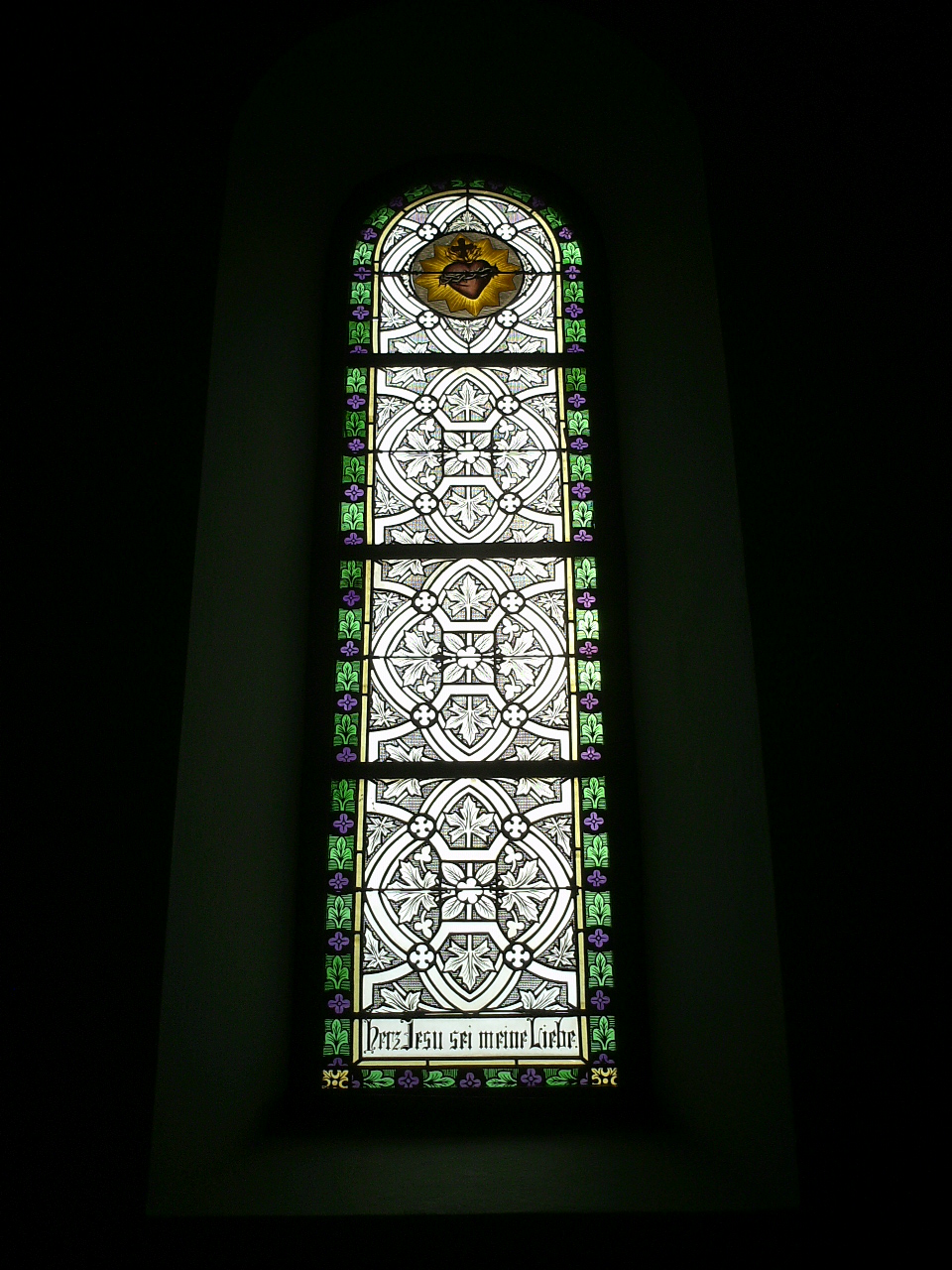
Glasfenster an der Westwand
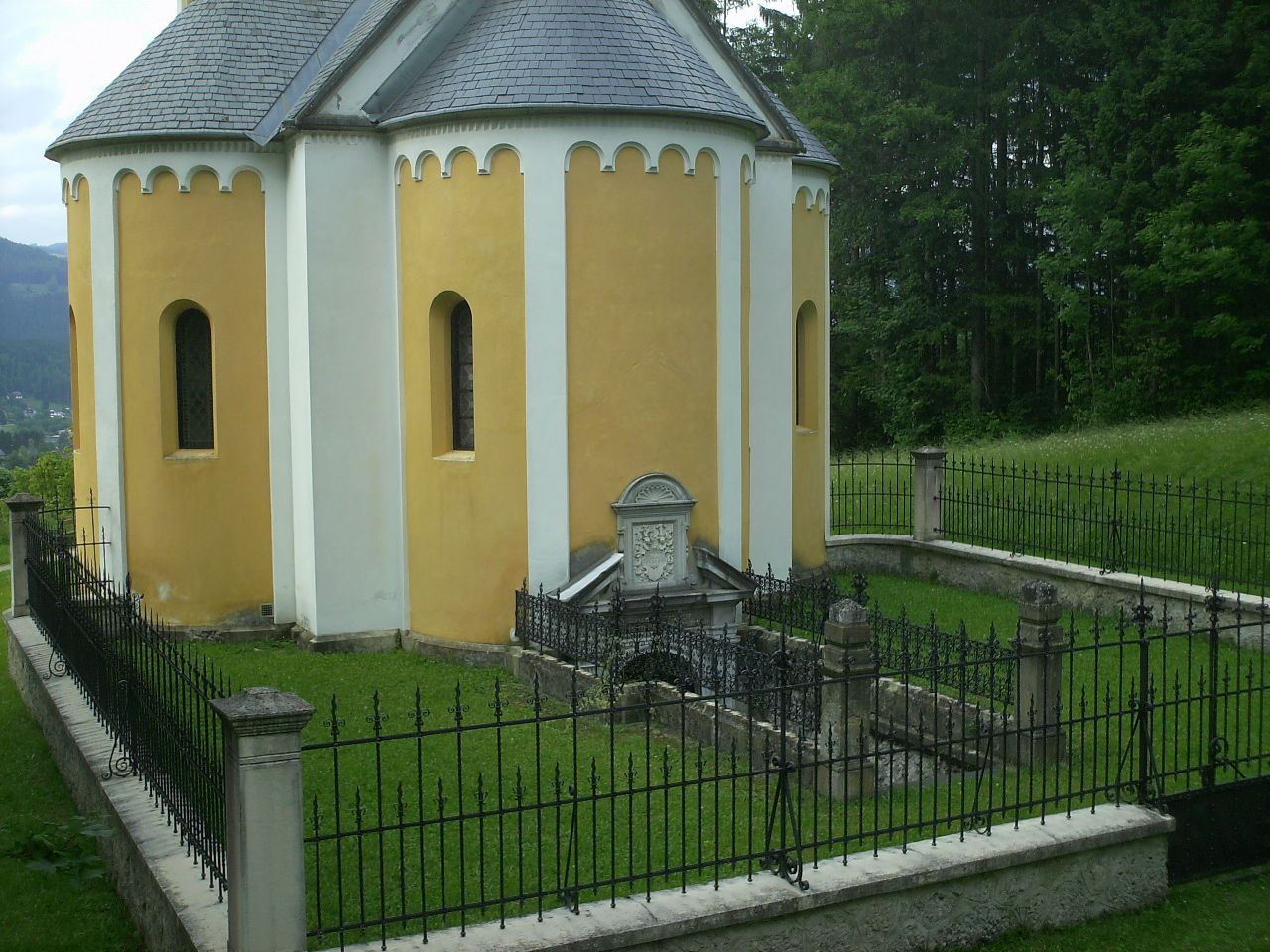
Stiege mit Einfriedung zur Familiengruft
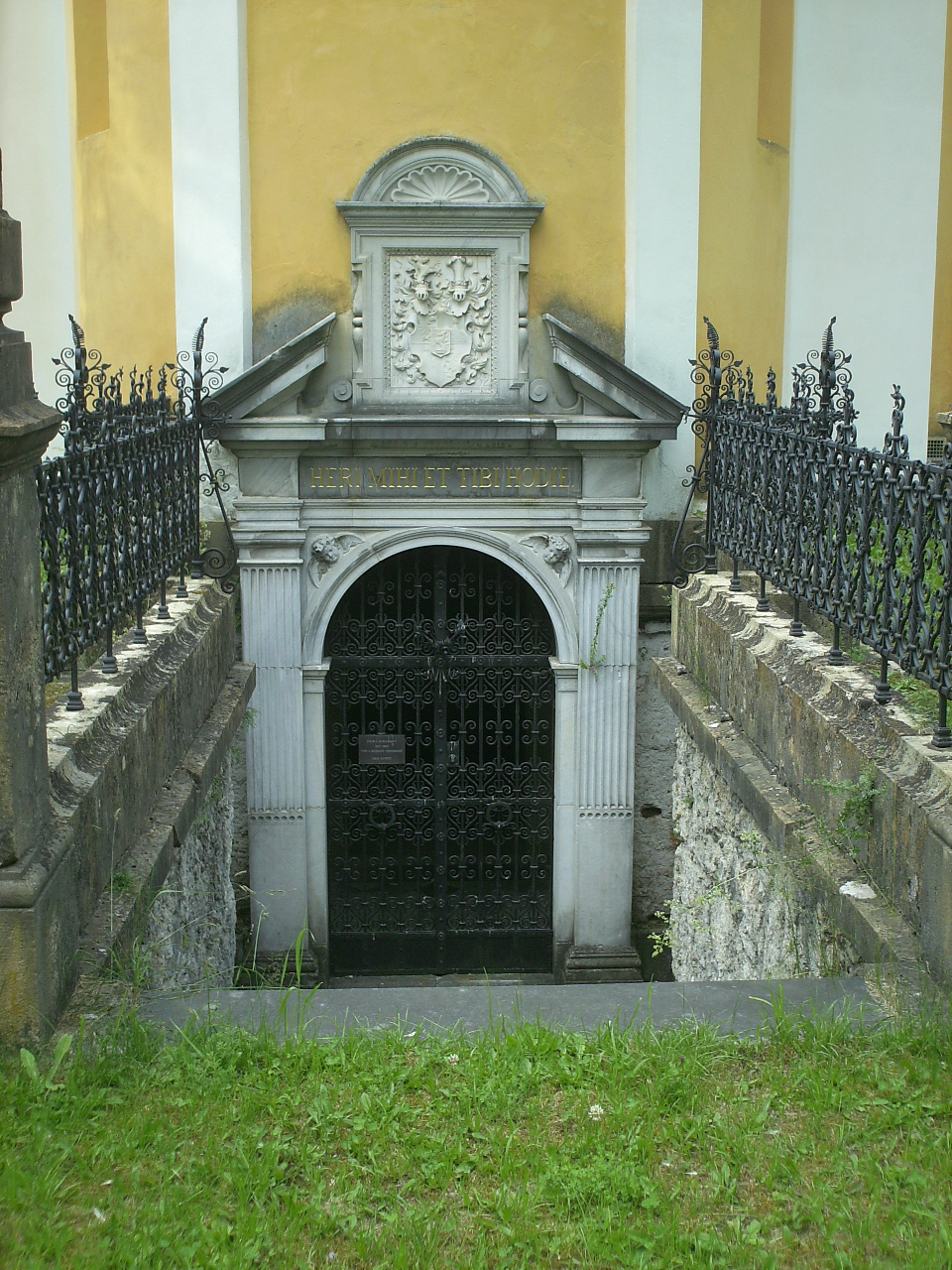
Eingangsportal der Familiengruft

## Hinweise
Das vom steirischen Heimatdichter Peter Rosegger auch gerne als 'Waldkirchlein' bezeichnete Sakralgebäude befindet sich direkt am Pilgerweg 706B, der bis nach Mariazell führt. Auch der Peter-Rosegger-Gedenkstättenweg (sein Ausgangspunkt befindet sich im Roseggerpark Krieglach) führt an der Gölkkapelle vorbei. Über den Hauptplatz begibt man sich zur Abzweigung auf den Friedhofweg, wo man nach wenigen Metern auf den Gölkweg trifft. Diesem folgend geht man in Richtung Hochgölk durch eine Unterführung an der Schnellstraße S6 und gelangt so bald zur Gölkkapelle, die südlich, etwas oberhalb der Schnellstraße liegt. Der Besuch für Gruppen ist nach vorheriger telefonischer Vereinbarung jederzeit möglich. Die Gruft der Familie Seßler-Herzinger ist für Besucher nicht zugänglich. Messen werden jeweils an den ersten Samstagen in den Monaten Mai bis Oktober ab 17:00 Uhr gelesen.